# 杨庙镇 (扬州市)
杨庙镇，是中华人民共和国江苏省扬州市邗江区下辖的一个乡镇级行政单位。

## 行政区划
杨庙镇下辖以下地区：
杨庙社区、花瓶村、双庙村、友谊村、新杨村、杨庙村、沿山河村、双颉村和赵庄村。